# LUCY/ルーシー
『LUCY/ルーシー』（Lucy）は、2014年にフランスとアメリカ合衆国で制作されたSFアクション映画。

## ストーリー
ごく普通の女性ルーシーは、訪れた台北のホテルでマフィアの闇取引に巻き込まれ、下腹部にCPH4という新種の麻薬が入った袋を埋め込まれてしまう。この麻薬は、通常10%までしか活用できない人間の脳の潜在能力を極限まで高めることができる恐ろしいものだった。運び屋として体内の麻薬と共に移動するよう命じられたルーシーだったが、麻薬を狙う別のマフィアに捕まってしまう。ルーシーは激しい拷問を受けるが、その拍子に体内の袋が破れ、彼女の脳は麻薬の力で覚醒し、超人的な力を発揮してその場から脱出する。
ルーシーの脳はますます覚醒し驚異的な力を発揮し始め、マフィアの事務所を襲撃し、ボスのMr.チャンを負傷させ、残りのCPH4を手に入れるために運び屋の行く先の情報を手にする。ルーシーはフランスのピエール刑事に協力を要請し、運び屋を逮捕させ、Mr.チャンの仲間も倒して残りも手に入れる。そして脳科学の権威であるノーマン博士に会いにいく。その間もルーシーの脳の覚醒は治まらず、いつしか彼女は人間性を失い、その力を制御することができなくなってしまうようにみえた。
ノーマン博士と面会を果たし、Mr.チャンと仲間が復讐のためにルーシーを殺しにやってきたとき、ついにルーシーの脳が100％覚醒する。

## 登場人物
ルーシー
台北にすむごく普通の女子学生であったが、事件の陰謀に巻き込まれ新種の麻薬を体内に入れられ、脳が極限まで活性化する。
ノーマン博士
脳科学の権威である科学者。
Mr. チャン
韓国人マフィアのボス。ルーシーを使って新種の麻薬を国外に運び出そうと企てる。
ピエール・デル・リオ
フランス警察の刑事。ルーシーから協力を要請される。
イギリス人
チャンの依頼でルーシーの下腹部に麻薬の入った袋を埋め込む。
リチャード
ルーシーの彼氏。実は裏社会の運び屋。
キャロライン
ルーシーのルームメイト。女優志望。

## キャスト
| 役名                 | 俳優                       | 日本語吹替                                            |
| -------------------- | -------------------------- | ----------------------------------------------------- |
| ルーシー             | スカーレット・ヨハンソン   | 佐古真弓                                              |
| ノーマン博士         | モーガン・フリーマン       | 坂口芳貞                                              |
| Mr. チャン           | チェ・ミンシク             | 原語流用                                              |
| ピエール・デル・リオ | アムール・ワケド           | 清水明彦                                              |
| イギリス人           | ジュリアン・リンド＝タット | 後藤敦                                                |
| リチャード           | ピルー・アスベック         | 飛田展男                                              |
| キャロライン         | リオ・ティプトン           | 庄司宇芽香                                            |
| その他               | N/A                        | 牛山茂 竹村叔子 福田賢二 大橋達哉 一戸康太朗 山口協佳 |
| 日本語版制作スタッフ |                            |                                                       |
| 演出                 | 演出                       | 中野洋志                                              |
| 字幕翻訳             | 字幕翻訳                   | 松浦美奈                                              |
| 吹替翻訳             | 吹替翻訳                   | 桜井文                                                |
| 調整                 | 調整                       | 山本洋平                                              |
| 制作                 | 制作                       | ACクリエイト                                          |

## 制作
ストーリーに“『GHOST IN THE SHELL / 攻殻機動隊』を彷彿とさせる”との意見が多く、リュック・ベッソンは「確かに、『GHOST IN THE SHELL / 攻殻機動隊』はずいぶん昔に観ていて、好きな作品のひとつだよ。もしかすると無意識に影響を受けているかもしれないね。」とインタビュー時に語っている。

## 公開後
この映画は2014年7月25日に公開され、興行面での成功を収めた。興行収入は4億6300万ドルに達し、制作費（約4000万ドル）の11倍以上を稼ぎ出した。作品の評価は批評家によって両極端に分かれた。作品のテーマや映像、主演したヨハンソンの演技が称賛を浴びた一方で、一部の批評家は作品のプロット、特に「脳の10パーセント神話」に基づく特殊能力という設定がナンセンスであると批判した。